# Bangladesh ai Giochi della XXXII Olimpiade
Il Bangladesh ha partecipato ai Giochi della XXXII Olimpiade, che si sono svolti a Tokyo, Giappone, dal 23 luglio all'8 agosto 2021 (inizialmente previsti dal 24 luglio al 9 agosto 2020 ma posticipati per la pandemia di COVID-19) con sei atleti, quattro uomini e due donne.
Si è trattato della decima partecipazione di questo paese ai Giochi estivi.

## Delegazione
| Sport            | Uomini | Donne | Totale |
| ---------------- | ------ | ----- | ------ |
| Atletica leggera | 1      | 0     | 1      |
| Nuoto            | 1      | 1     | 2      |
| Tiro             | 1      | 0     | 1      |
| Tiro con l'arco  | 1      | 1     | 2      |
| Totale           | 4      | 2     | 6      |

## Atletica leggera
| Q | Qualificato al turno successivo per la posizione in qualificazione                                                           |
| q | Qualificato per il turno successivo per ripescaggio o, negli eventi su campo, conquistando la misura minima per qualificarsi |

Maschile
Eventi su pista e strada
| Atleta                | Evento      | Batteria  | Batteria  | Semifinale      | Semifinale      | Finale          | Finale          |
| Atleta                | Evento      | Risultato | Posizione | Risultato       | Posizione       | Risultato       | Posizione       |
| --------------------- | ----------- | --------- | --------- | --------------- | --------------- | --------------- | --------------- |
| Mohammad Jahir Rayhan | 400 m piani | 48"29     | 8°        | non qualificato | non qualificato | non qualificato | non qualificato |

## Nuoto
| Atleta                | Gara                            | Batterie | Batterie | Semifinali      | Semifinali      | Finale          | Finale          |
| Atleta                | Gara                            | Tempo    | Pos.     | Tempo           | Pos.            | Tempo           | Pos.            |
| --------------------- | ------------------------------- | -------- | -------- | --------------- | --------------- | --------------- | --------------- |
| Mohammed Ariful Islam | 50 m stile libero maschili      | 24"81    | 51°      | non qualificato | non qualificato | non qualificato | non qualificato |
| Junayna Ahmed         | 50 metri stile libero femminili | 29"78    | 68ª      | non qualificata | non qualificata | non qualificata | non qualificata |

## Tiro con l'arco
| Atleta        | Evento                | Round di qualificazione | Round di qualificazione | 32-esimi                     | 16-esimi                  | Ottavi                    | Quarti                    | Semifinali                | Finale/ Finale per il bronzo | Pos.            |
| Atleta        | Evento                | Punteggio               | Seed                    | Avversario Seed Punteggio    | Avversario Seed Punteggio | Avversario Seed Punteggio | Avversario Seed Punteggio | Avversario Seed Punteggio | Avversario Seed Punteggio    | Pos.            |
| ------------- | --------------------- | ----------------------- | ----------------------- | ---------------------------- | ------------------------- | ------------------------- | ------------------------- | ------------------------- | ---------------------------- | --------------- |
| Ruman Shana   | Individuale maschile  | 662                     | 17º                     | T. Hall (GBR) V (7-3)        | C. Duenas (CAN) P (4-6)   | non qualificato           | non qualificato           | non qualificato           | non qualificato              | non qualificato |
| Diya Siddique | Individuale femminile | 635                     | 36ª                     | K. Dzëminskaja (BLR) P (5-6) | non qualificata           | non qualificata           | non qualificata           | non qualificata           | non qualificata              | non qualificata |

Misti
| Atleta                    | Evento        | Round di qualificazione | Round di qualificazione | 32-esimi                  | 16-esimi                  | Ottavi                    | Quarti                    | Semifinali                | Finale/ Finale per il bronzo | Pos.            |
| Atleta                    | Evento        | Punteggio               | Seed                    | Avversario Seed Punteggio | Avversario Seed Punteggio | Avversario Seed Punteggio | Avversario Seed Punteggio | Avversario Seed Punteggio | Avversario Seed Punteggio    | Pos.            |
| ------------------------- | ------------- | ----------------------- | ----------------------- | ------------------------- | ------------------------- | ------------------------- | ------------------------- | ------------------------- | ---------------------------- | --------------- |
| Diya Siddique Ruman Shana | Squadre miste | 1297                    | 16º                     | N.D.                      | N.D.                      | Corea del Sud P (0-6)     | non qualificati           | non qualificati           | non qualificati              | non qualificati |

## Tiro a segno/volo
| Atleta            | Evento                                    | Qualificazione | Qualificazione | Finale          | Finale          |
| Atleta            | Evento                                    | Punteggio      | Classifica     | Punteggio       | Classifica      |
| ----------------- | ----------------------------------------- | -------------- | -------------- | --------------- | --------------- |
| Abdullah Hel Baki | Carabina 10 metri aria compressa maschile | 619.8          | 41             | non qualificata | non qualificata |